# ماونت ویلیامز (ویرجینیا)
ماونت ویلیامز (به انگلیسی: Mount Williams) یک منطقهٔ مسکونی در ایالات متحده آمریکا است که در شهرستان فردریک، ویرجینیا واقع شده‌است.